# Torre d'Ozgon
La Torre d'Ozgon. també conegut com a Minaret d'Ozgon o el complex arquitectònic d'Ozgon (en kirguís: Өзгөн мунарасы) és una torre de minaret del segle XI-XII situada dins de la ciutat d'Ozgon (històricament Uzkend Ozgon) a la província d'Oix, al Kirguizstan. El complex es troba a 260 km de la torre Burana i està format per tres edificis de maó refractari; tres mausoleus i un minaret, units entre si al llarg d'una línia.

## Arquitectura
El minaret, datat a mitjan segles XI d. C., forma part de les antigues ruïnes d'Ozgon juntament amb tres mausoleus pròxims ben conservats. El minaret d'Ozgon és una torre cònica de 27,5 metres d'altura, amb un diàmetre de base de 8,5 metres, que es redueix a 6,2 metres en la part superior. Construït amb maons refractaris, l'arquitectura del minaret de Uzgen consisteix en tres parts distintives. Té una part inferior en forma d'octaedre de 5 metres d'altura i una part central cilíndrica i afilada, similar a la Torre Burana en el nord del Kirguizstan. Els tres mausoleus, que es van construir en el segle xii, eren de tres membres de la dinastia qarakhànida.
El complex arquitectònic de Uzgen demostra el desenvolupament de l'arquitectura de cúpules i portals en un lapse de temps, i la seva decoració és considerada com a "enciclopèdia d'ornaments" de l'època qarakhànida. El complex és un exemple de l'evolució de l'arquitectura abans de la invasió mongola liderada per Genguis Kan, en el segle xiii.

## Conservació i restauració
Oficialment el complex és una part del complex de museus "Sulaiman-Too" amb un representant a Ozgon responsable de la seva protecció i gestió. El Complex figura en la llista estatal de monuments d'importància nacional. Les restauracions del complex que s'han dut a terme repetidament al llarg del segle ХХ, en el seu conjunt, no han afectat l'autenticitat i integritat dels monuments, amb una excepció. La part superior amb finestres en arc i una cúpula (la corona) és una incorporació relativament recent, construïda amb maons europeus entre 1923 i 1924 amb la intenció d'imitar de manera aproximada la forma de llanterna típica del segle xii.
El nou Programa Nacional de Patrimoni Cultural va establir el lloc d'Ozgon amb els seus monuments com una prioritat per a les accions immediates en la zonificació de protecció. Les administracions locals estan a càrrec de la protecció legal i física a nivell local, hi ha un museu a l'escola on s'emmagatzemen els materials d'excavació. La llunyania del lloc i el manteniment per part de la comunitat local són els principals factors de conservació de la seva autenticitat i integritat.

## Galeria

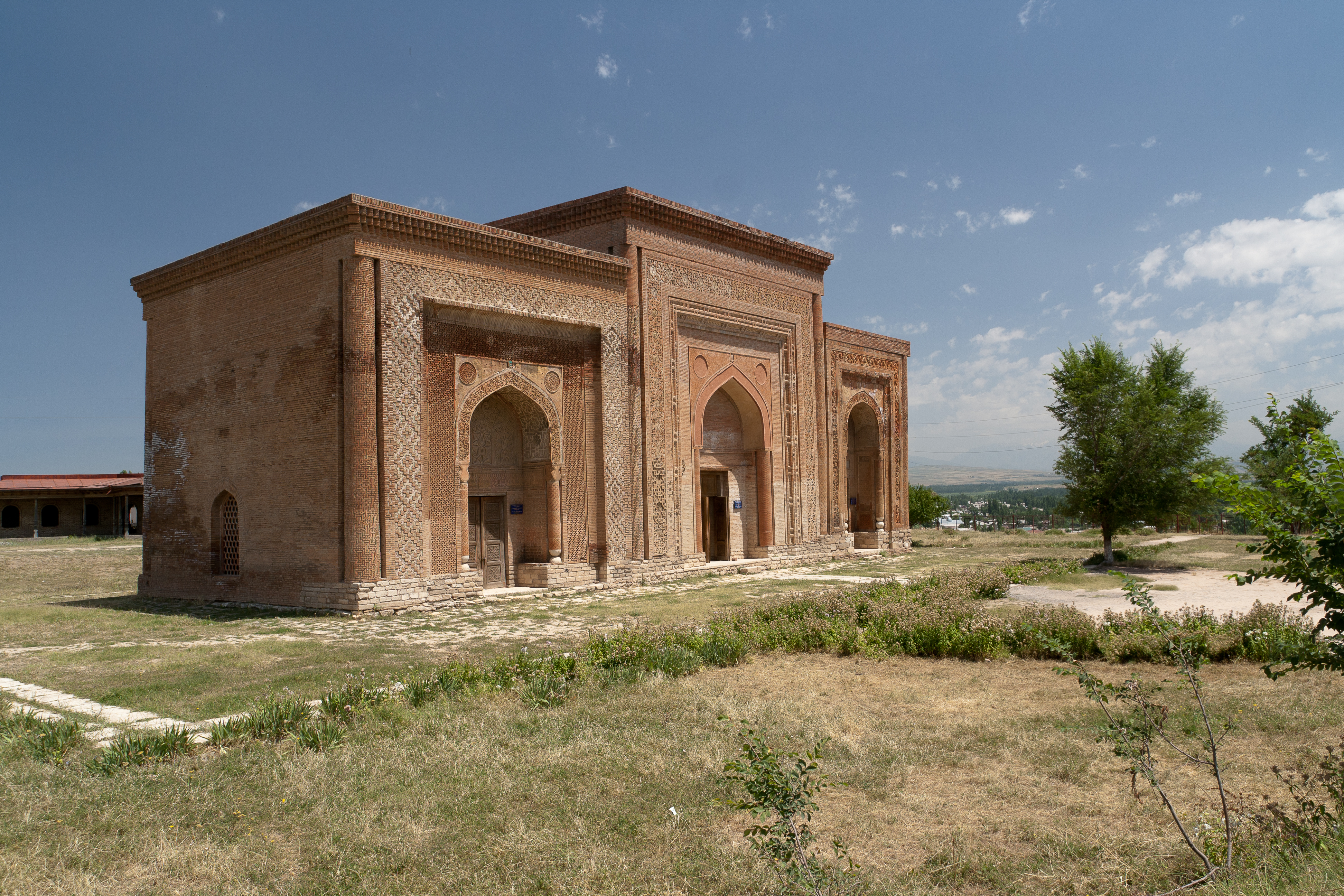
El mausoleu de Qarakhànida prop del minaret.
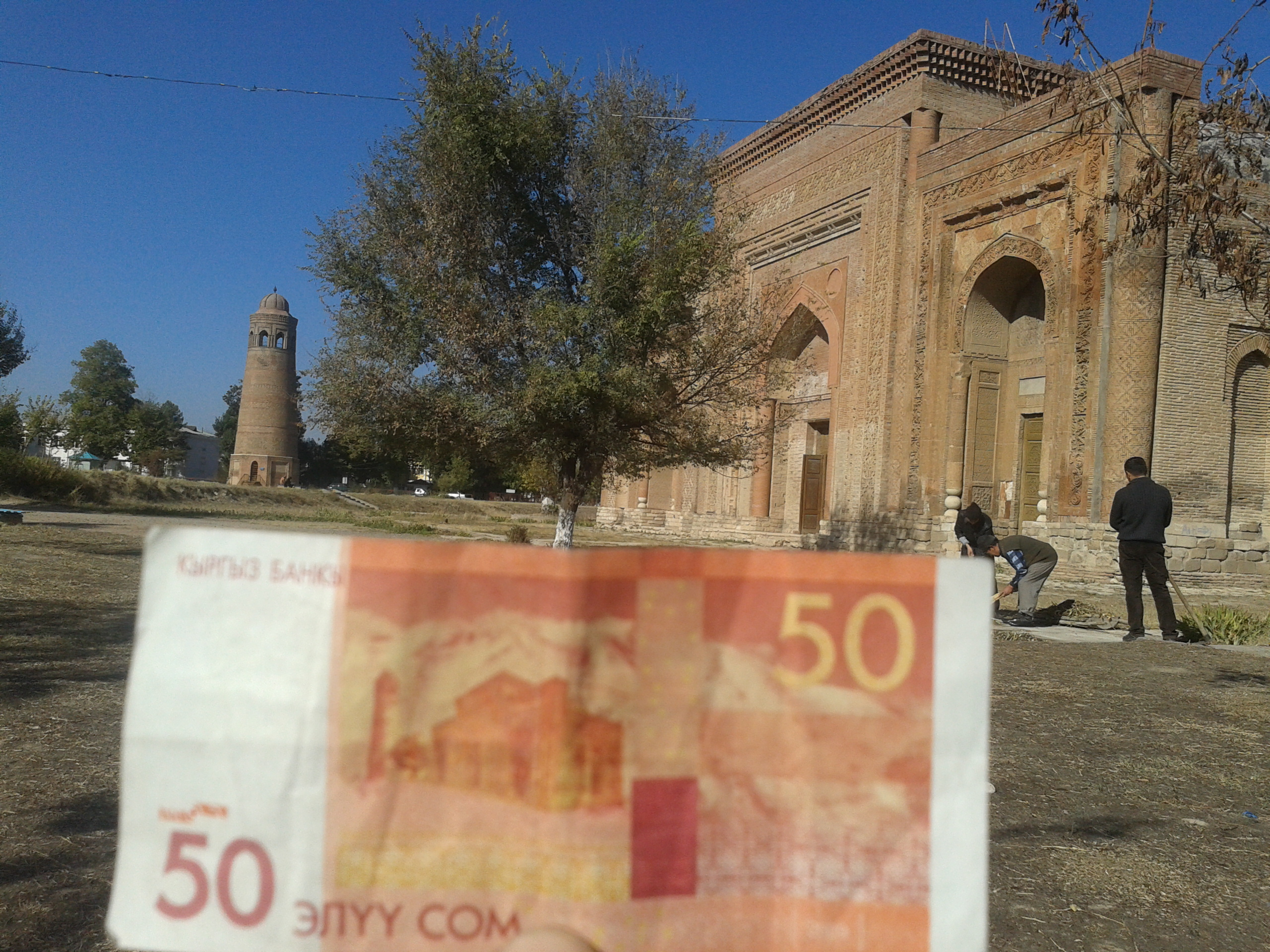
Minaret (al fons) i el mausoleu representat en un bitllet de 50 soms kirguisos
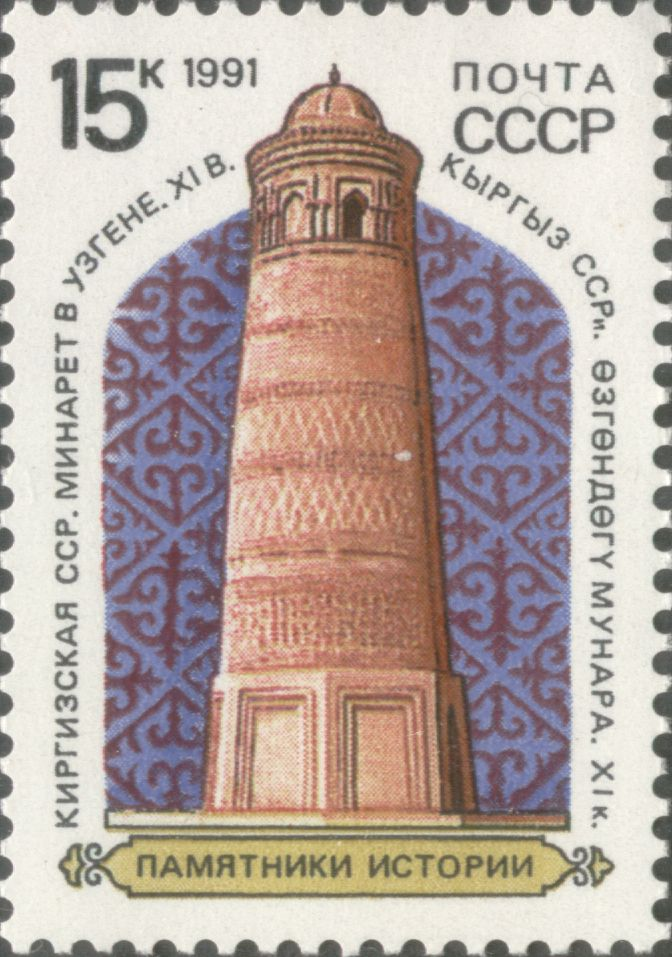
Segell de l'URSS de la Torre d'Ozgon
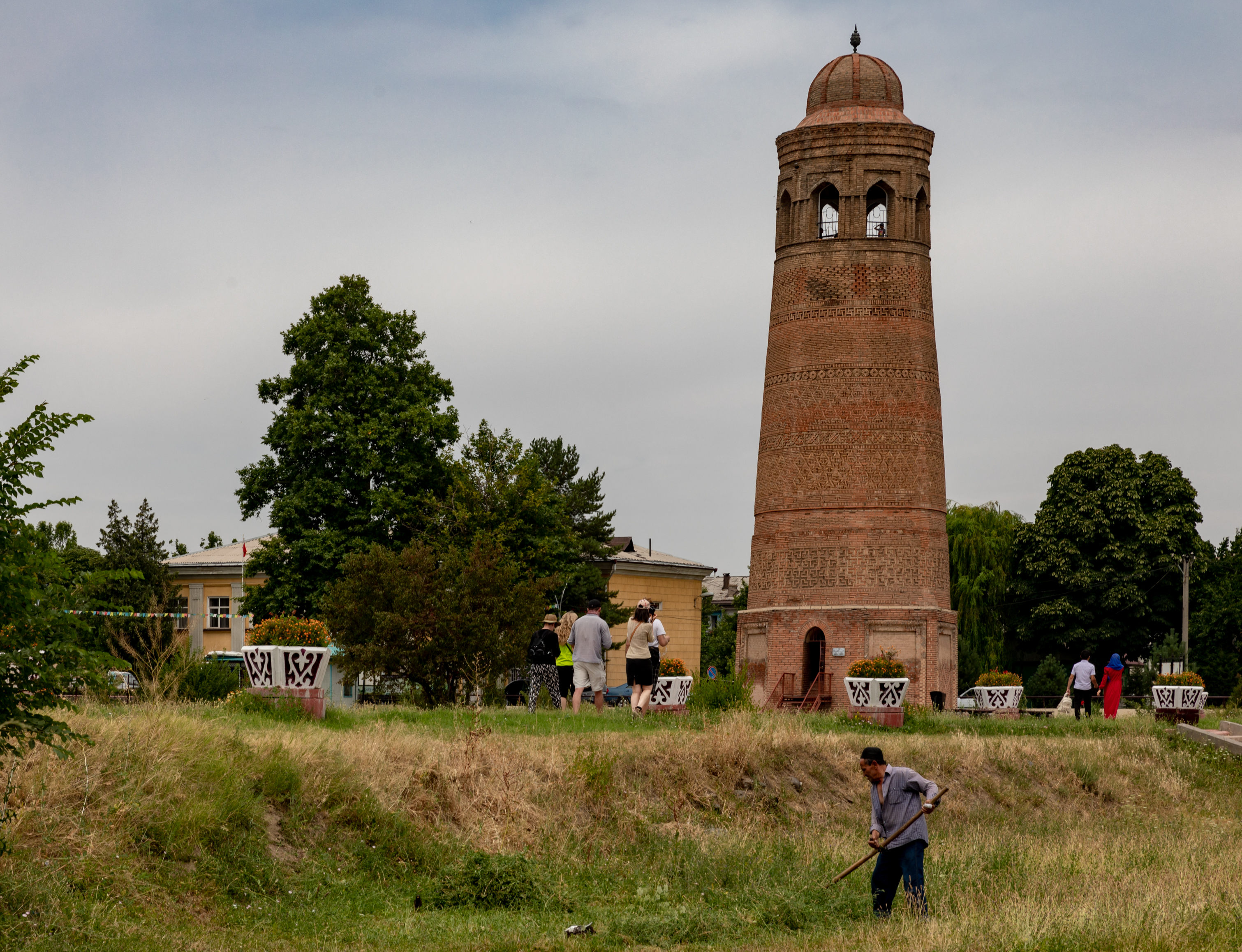
Torre d'Ozgon